# Yutaka Tanoue
Yutaka Tanoue (田上 裕 Tanoue Yutaka?), född 12 januari 1986 i Kagoshima prefektur, är en japansk fotbollsspelare.
Tanoue började sin karriär 2008 i FC Kariya. Efter FC Kariya spelade han för FC Ryukyu och Kagoshima United FC.